# Drew Spence
Drew Spence (* 23. Oktober 1992 in London) ist eine englisch-jamaikanische Fußballspielerin.

## Karriere

### Klub
Ihre Karriere begann in der Jugend von Arsenal. Später ging sie dann weiter in die Jugend von Fulham und schloss sich im Jahr 2008 Chelsea an. Mit ihrem Team gewann sie im Jahr 2015 mit dem FA Women’s Cup den ersten Titel. Danach gelang auch noch im selben Jahr der Meistertitel in der FA Women’s Super League. Nach mehreren Vertragsverlängerungen und 223 Einsätzen in der Liga, sowie 49 Toren verließ sie schließlich den Klub, mit dem sie fünf Meistertitel gewann, im Juni 2022 nach 14 Jahren, um sich Tottenham Hotspur anzuschließen.

### Nationalmannschaft
Unter Mark Sampson kam sie im Oktober 2015 während eines Einladungsturniers in der Volksrepublik China zu ihrem ersten Einsatz für die englische Nationalmannschaft. Mehr als zwei Einsätze wurden es hier nicht. Zudem berichtete sie im Jahr 2017 in einem Interview davon, wie sie Sampson gefragt hätte: wie oft sie denn schon festgenommen wurde.
Aufgrund ihrer jamaikanischen Herkunft ist sie auch für die jamaikanische Nationalmannschaft spielberechtigt und hatte so im Trikot der A-Nationalmannschaft ihr Debüt am 24. Oktober 2021.